# Euphorbia genoudiana
Euphorbia genoudiana là một loài thực vật có hoa trong họ Đại kích. Loài này được Ursch & Leandri mô tả khoa học đầu tiên năm 1954 publ. 1955.

## Hình ảnh

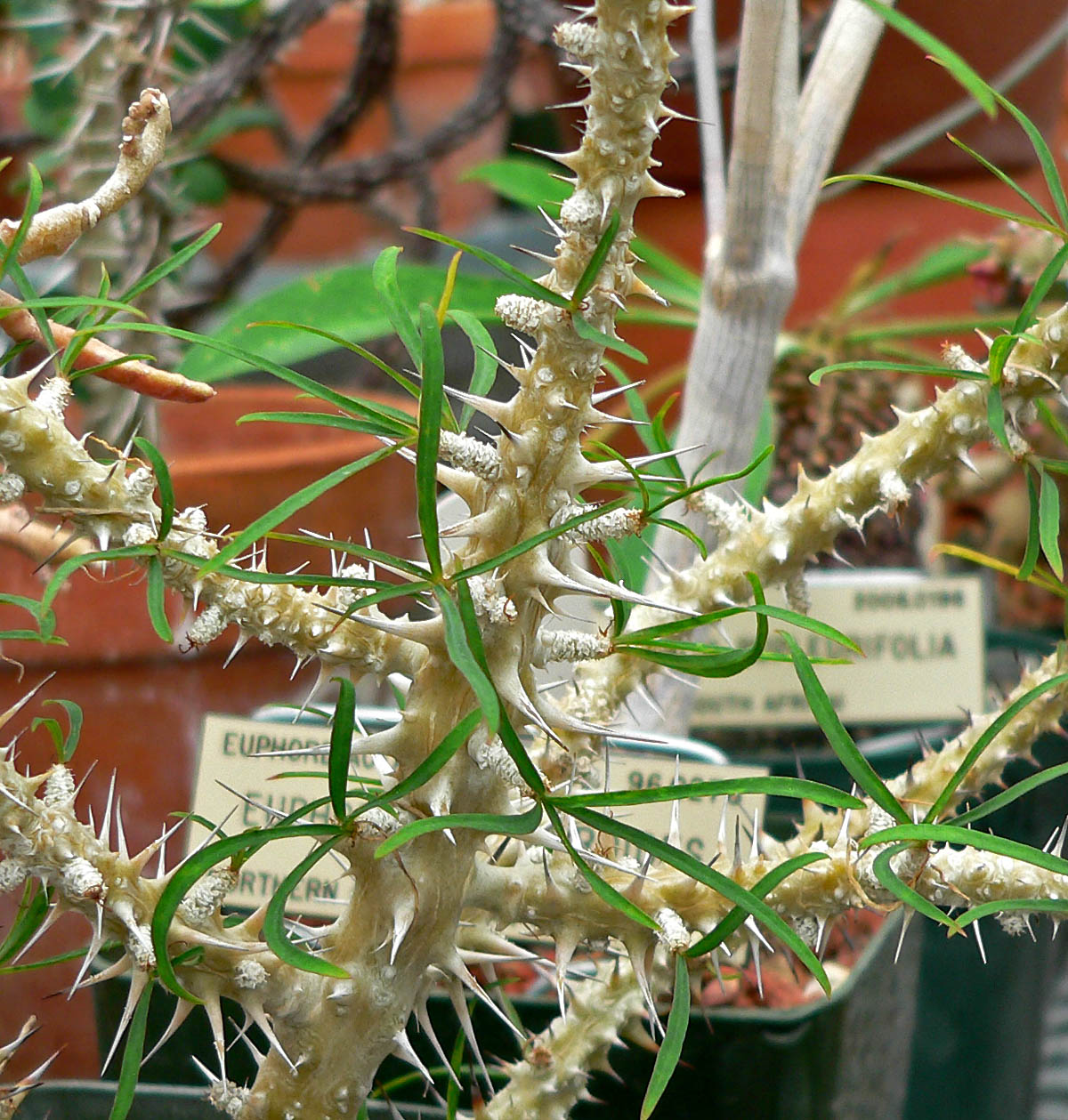
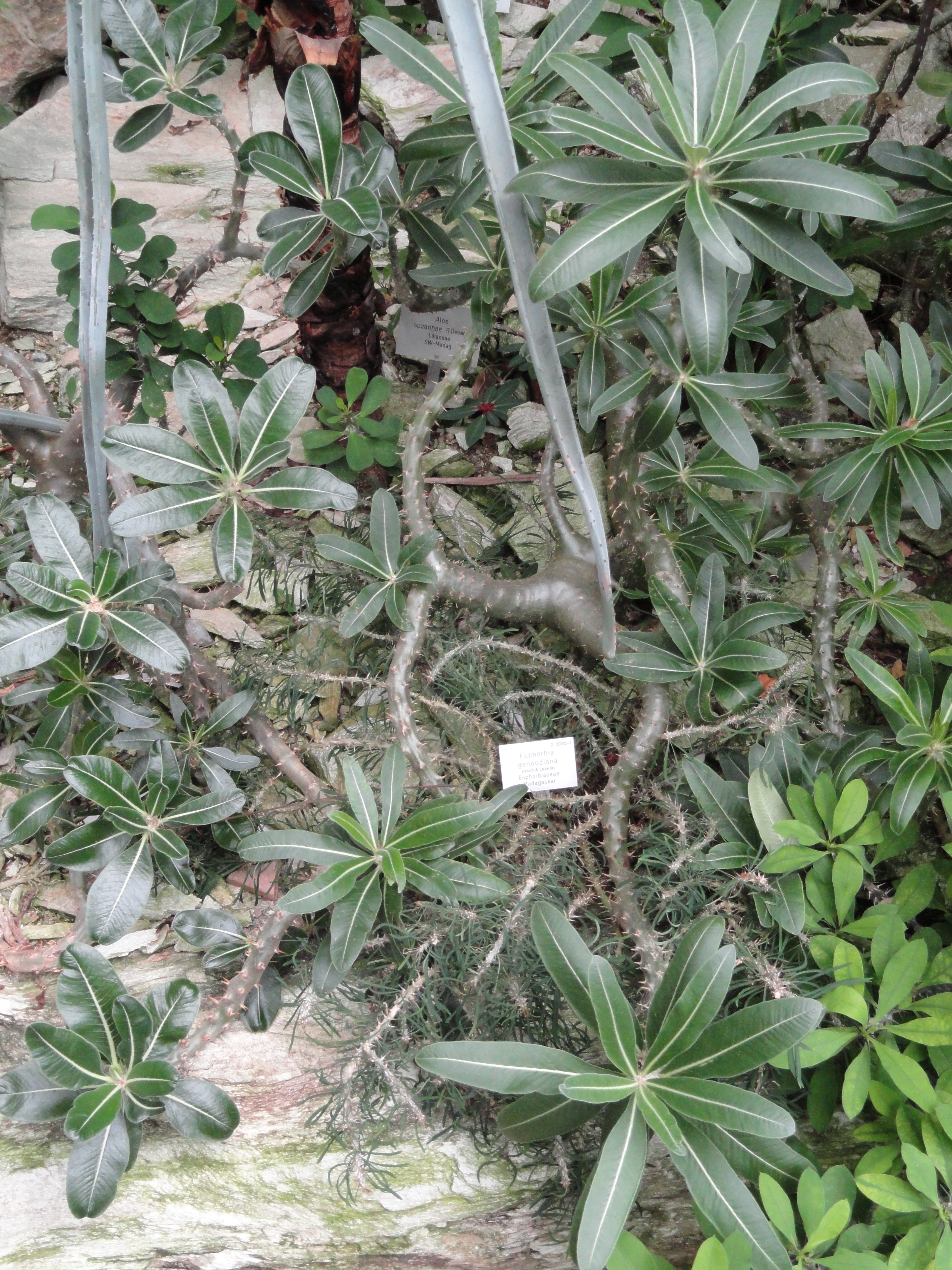
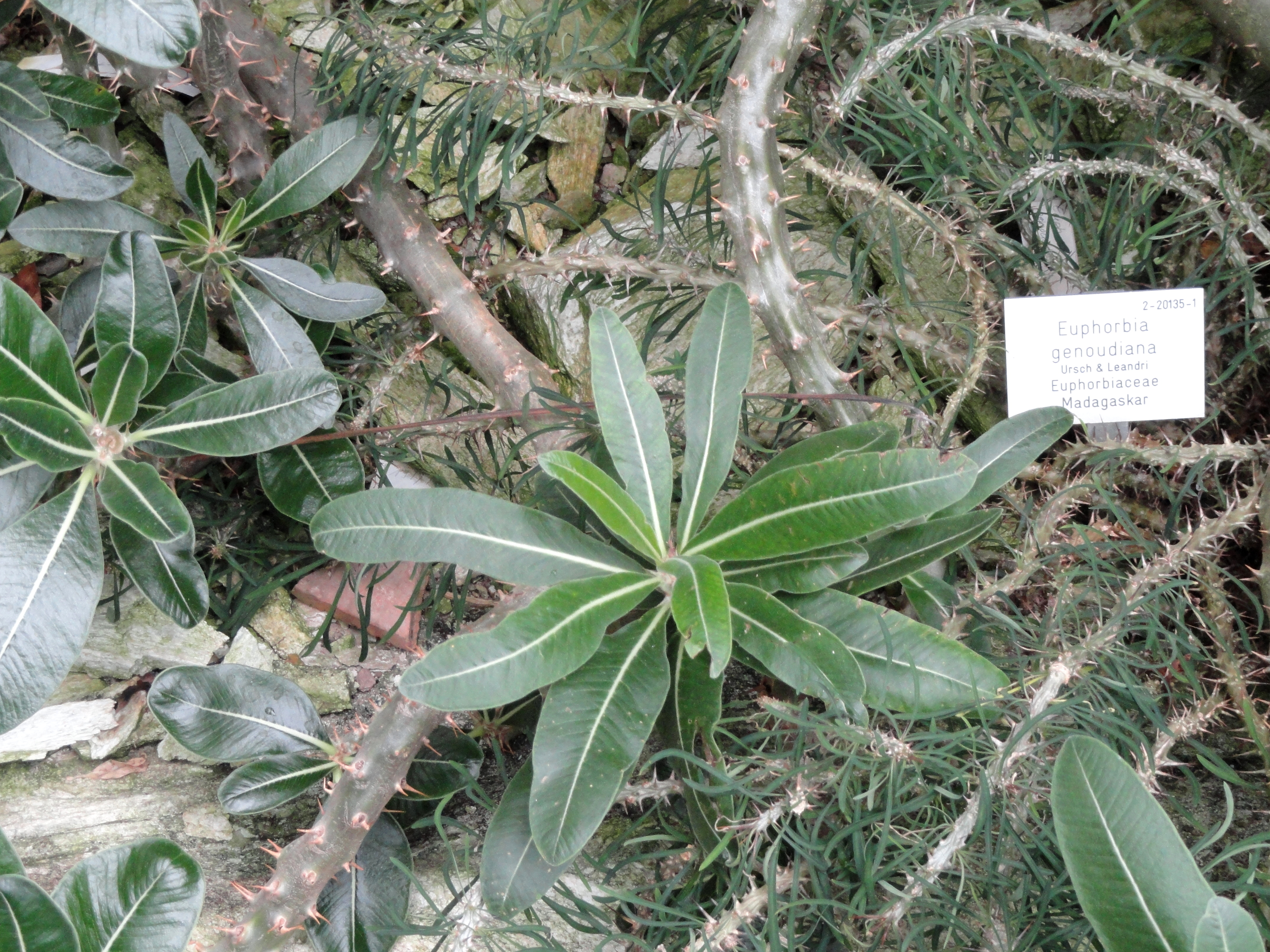
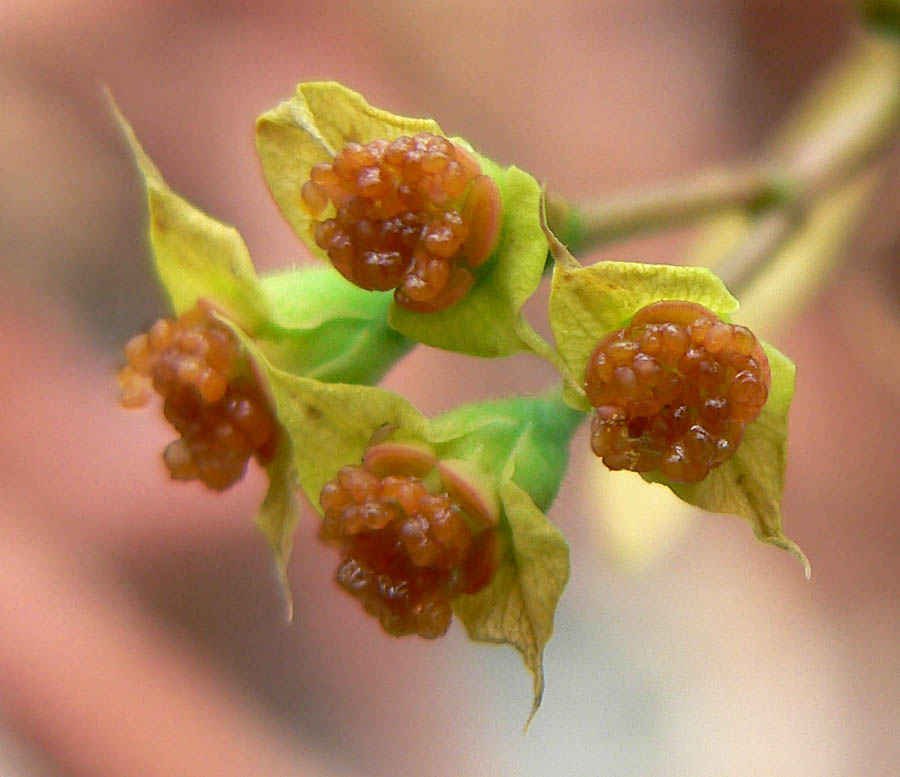